# Nerone

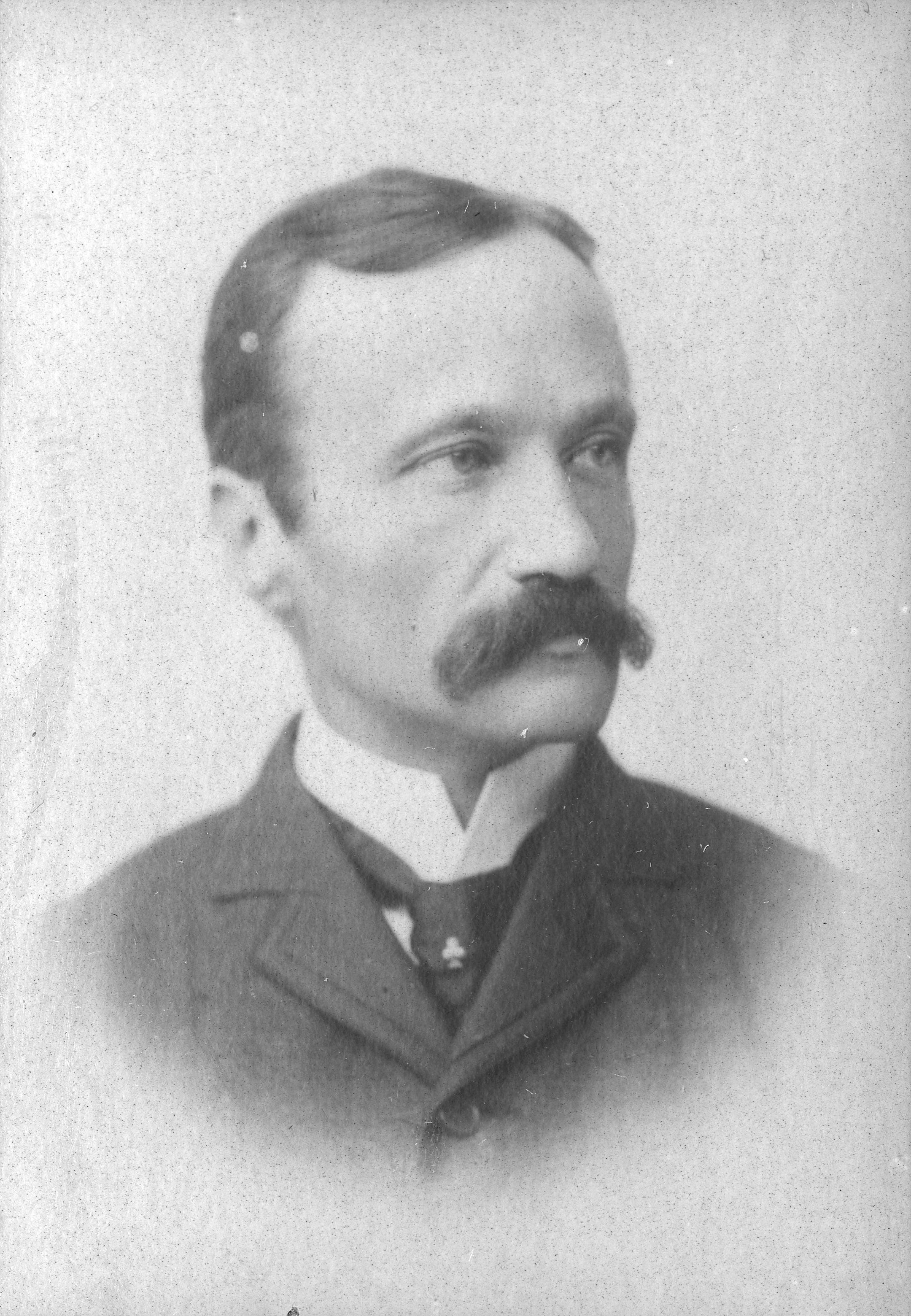
Arrigo Boito 1890.

För operan av Mascagni, se Nerone (Mascagni).
Nerone är en italiensk opera i fyra akter med text och musik av Arrigo Boito, med motiv ur kejsar Neros Rom.

## Historia
Boito fick idén till operan redan 1862 och arbetade på den ända fram till sin död. I början av 1870-talet var librettot färdigt och förläggaren Giulio Ricordi försökte övertala Boito att lämna den till Verdi, som övervägde att skriva en opera på samma ämne. Under tiden blev Verdi upptagen med Aida, men efter premiären återkom Ricordi till Boito med sin begäran. Boito gick med på att sända librettot till Verdi, som avböjde, och istället kom de båda att samarbeta med Otello och Falstaff. Medan arbetet på Falstaff pågick läste Boito upp sin Nerone för Verdi, som uppmuntrade honom att själv gå vidare med verket och även skriva musiken. Kort efter Verdis död publicerade Boito librettot och Ricordi pressade på för att få operan uppförd 1902, men Boito drog tillbaka partituret. 
Tio år senare var han fortfarande inte nöjd, men Ricordi bad honom enträget att avsluta arbetet och avstå från den planerade femte akten. Tenoren Enrico Caruso hade lovat att sjunga på premiären, men än en gång sköt Boito upp framförandet och fick aldrig höra sin opera. Operan uruppfördes den 1 maj 1924 på La Scala i Milano i en bearbetning gjord av Antonio Smareglia, Vincenzo Tommasini och Arturo Toscanini, som också dirigerade. Den hälsades som en viktig händelse och operan stod i många år på La Scalas repertoar. Svensk premiär den 9 april 1926 på Kungliga Teatern i Stockholm.

## Personer

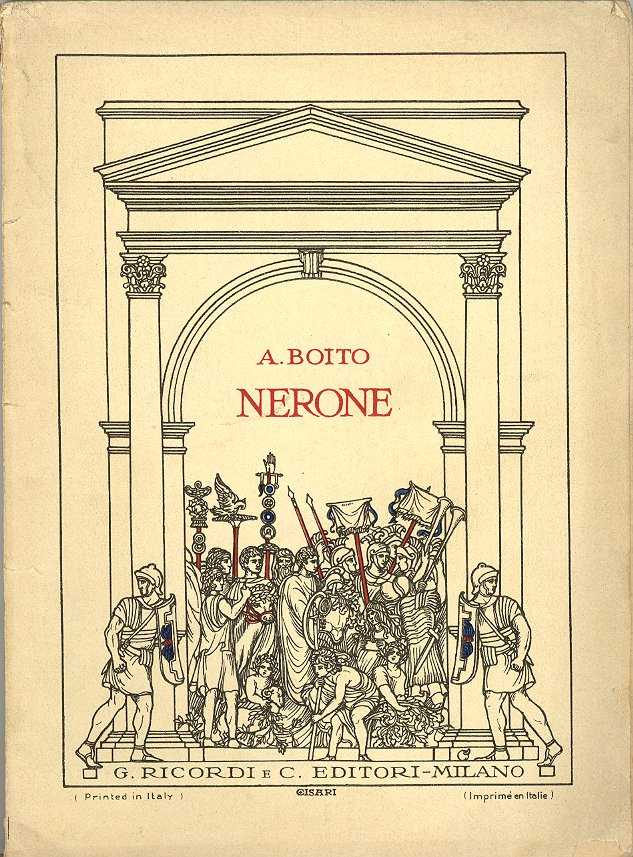
Librettot till Nerone 1924.

- Kejsar Nerone (tenor)
- Asteria (sopran)
- Cerinto (kontraalt)
- Dositèo (baryton)
- Fanuèl (baryton)
- Gobrias (tenor)
- Pèrside (sopran)
- Rubria (mezzosopran)
- Simon Mago, trollkarl (baryton)
- Tigellino, Nerones vän (bas)[1]

## Handling

### Akt I
Kejsare Nerone har mördat sin mor Agrippina och ämnar nu efter råd av trollkarlen Simon Mago och sin vän Tigellino begrava urnan med hennes aska vid Via Appia. Då begravningen är över och Simon Mago har förlåtit honom hans synd flyr Nerone vid åsynen av en kvinna som är omslingrad av ormar. Simon Mago känner igen Asteria, som är förälskad i Nerone och på alla möjliga sätt försöker dra till sig hans uppmärksamhet.
Simon Mago vill utnyttja Asteria för sina egna syften och lovar därför hjälpa henne. Han upptäcker den begravningsplats där de kristna brukar samlas, och medan den kristna kvinnan Rubria, som är förälskad i deras ledare Fanuèl, skyndar bort för att varna sina trosfränder försöker Simon Mago övertala Fanuèl att göra gemensam sak med honom så att de kan gripa makten. Först ber han Fanuèl lära honom konsten att göra underverk. Fanuèl vill dock inte använda sin förmåga till andra syften än kristna och förbannar trollkarlen.

### Akt II
I Simon Magos tempel förbereder man sig på Nerones besök. Trollkarlen själv vill övertyga Nerone om att han kan utföra mirakel och har därför förmått Asteria att uppträda som Nattens drottning, men Nerone inser snart att hon inte är någon gudinna utan en vanlig dödlig kvinna. I sitt raseri befaller han att Asteria skall kastas för ormarna och Simon Mago arresteras. Han tar en cittra och börjar sjunga i tempelruinerna.

### Akt III
Asteria lyckas komma undan och beger sig till ett möte bland de kristna. Hon varnar dem för Simon Mago som ämnar rädda sitt liv genom att ange de kristna. Simon kommer med en av sina medhjälpare för att spionera på de kristna, men då han upptäcker Fanuèl bland dem sänder han bud efter vakten, som skall gripa honom. De kristna vill lyncha Simon Mago men Fanuèl följer med frivilligt. Rubria blir ensam kvar.

### Akt IV
Nerone har ordnat en folkfest på Circus Maximus där de kristna skall kastas för lejonen, och Simon Mago ämnar hoppa ut från ett torn för att bevisa att han verkligen kan flyga, som han har påstått. Han och Asteria har emellertid gjort upp planer på att sätta eld på Rom för att rädda både de kristna och sig själva. Tigellino avslöjar deras anslag för Nerone men det passar kejsaren utmärkt. Då kan han ta åt sig äran av att ha återuppbyggt Rom.
Rubria kommer förklädd till vestal för att vädja för Fanuèl, men Nerone känner igen henne och även hon döms till döden. Asteria och Fanuèl undkommer i eldhavet, men Rubria är livsfarligt skadad och erkänner för Fanuèl att hon älskar honom men att hon hela tiden har tillbett gudinnan Vesta trots att hon har deltagit i de kristnas möten. Han förlåter henne innan hon dör, och därpå begraver han de kristna.